# 関市立下有知小学校
関市立下有知小学校（せきしりつ しもうちしょうがっこう）とは、岐阜県関市にある公立小学校。
関市下有知地区などが校区であり、下有知、東志摩、寺田1・2丁目、関ノ上1～3丁目、西境松町、水ノ輪町、のぞみケ丘などである。
校庭には卒業生が植えたという樹齢120年以上と推測される銀杏の大木があり、校歌にも歌われ、下有知小学校のマスコット「ぎんちゃん」のモデルでもある。1981年の体育館新築工事のさいに切り倒される予定であったが、現在地に移植された。老木ということもあり、1998年、2015年に樹木医による診断・手術が行われている。

## 沿革
- 1873年（明治6年） - 修徳義校が開校。下有知村、松森村、生櫛村、志摩村の児童が登校。洞泉寺[注釈 1]を仮校舎とする。
- 1878年（明治11年） - 志摩村に修徳義校中有知分教場を設置。
- 1879年（明治12年） - 修徳小学校に改称する。
- 1886年（明治19年） - 下有知尋常小学校に改称する。
- 1890年（明治23年） - 中有知分教場が中有知村大字生櫛字向野に校舎を新築し、移転。
- 1891年（明治24年）4月 - 中有知分教場が中有知尋常小学校として独立。
- 1895年（明治28年） - 現在地に移転。
- 1900年（明治33年） - 下有知尋常高等小学校に改称。
- 1941年（昭和16年）4月1日 - 下有知国民学校に改称する。
- 1944年（昭和19年） - 名古屋市八幡国民学校の児童が下有知国民学校へ学童疎開。
- 1947年（昭和22年）4月1日 - 下有知村立下有知小学校に改称する。
- 1951年（昭和26年）3月20日 - 下有知村が関市に編入される。同時に関市立下有知小学校に改称する。
- 1956年（昭和31年）4月28日 - 美濃市と関市とで境界変更。美濃市志摩地区の一部（現・東志摩）が関市に編入される。下有知小学校の校区にこの地域が追加される。
- 1980年（昭和55年） - 現在の校舎が完成。旧校門近くにあった銀杏の大木を現在地に移植。
- 1981年（昭和56年） - 体育館が完成。